# まちイチ nice to people
『まちイチ nice to people』（まちイチ ナイス トゥ ピープル）は、2011年5月2日からCBCテレビと信越放送で放送されている中京ローカルの生活情報番組である。毎週月曜日の午前9:55〜10:25（JST）に放送されている。2012年3月までは名古屋トヨペット、同年4月以降はNTPグループの一社提供番組である。

## 概要
森下千里の冠番組『まちイチ〜千里の道も一歩から〜』として放送が始まり、森下が名古屋市を中心とした愛知県(SBCがネット局になってからは長野県、主にNTPグループ店舗のある中南信地域に加え長野市)内の街を散歩し、その街のグルメなどのおすすめスポットを紹介した。2012年3月までの出演者は森下だけだったが、同年4月からはCBCテレビアナウンサー（ロケ先が長野県の場合はSBCアナウンサー。当初は宮入千洋 がほぼ専従していたが、2016年10月に宮入が「ずくだせテレビ」MCを担当するようになって以降は週替わりで1人が出演）が加わり、2人体制となった。2015年12月21日放送回をもって森下は番組を卒業する。
2016年1月18日放送回からは浅田舞がメインとして出演するようになり、番組名は『まちイチ〜Going 舞 Way!〜』に変更されたが、2019年3月25日放送回をもって浅田が番組を卒業する。
2019年4月8日放送回からは番組名を『まちイチ nice to people』と変更し、愛知県内のロケは木本武宏が、長野県内のロケは川村ゆきえが主に担当する。2020年3月30日放送回をもって川村ゆきえが番組を卒業し、4月20日放送回から稲村亜美が長野県内のロケを担当する。
中部日本放送の地域活性化サイト「ロココロほっとふるさと」との連動番組である。
2020年4月10日新型コロナウイルス感染症の流行 に伴い愛知県が県独自で緊急事態宣言をし（4月16日に緊急事態宣言の全国拡大、愛知県、岐阜県は特定警戒都道府県に指定）されたため番組収録が止まっており、2020年5月11日放送分から過去の総集編を放送していたが、6月15日放送は木本と局アナウンサーをリモートで繋ぎ、22日は局アナウンサーのみ出演で放送。6月29日から通常放送を再開した。
放送曜日の月曜日が祝日に当たる際、放送時間の9:55枠に特別番組が放送される時は繰り下げ（主に10:50 - 11:20）、または放送休止となる場合がある。

## 出演
現在
- なすなかにし（2022年10月3日 - ） - 当番組のひとつ前に放送の「ラヴィット!」から続けての出演となることがある。那須復帰後は、コンビで出演か中西・那須のどちらかとカナイの出演も多い。
- カナイ（2024年2月5日 - ）※なすなかにし・那須の代打。2025年4月21日・4月28日の放送では稲村亜美と共演した。
- 稲村亜美（2020年4月20日 - ） - 長野県内を担当するが、愛知県内を担当することがある。

過去
- 森下千里（2011年5月2日 - 2015年12月21日）
- 浅田舞（2016年1月18日 - 2019年3月25日）
- 木本武宏（2019年4月8日 - 2022年7月4日） ｰ 愛知県内を担当した。
- 川村ゆきえ（2019年5月6日 - 2020年3月30日） ｰ 長野県内を担当した。
- 市川紗椰（2019年7月8・22日）
- 堤幸彦（2019年8月12・19日） - 木本担当回のゲストとして出演。
- 中村静香（2021年5月17日、2022年8月1日‐）※木本の代打

愛知県内ロケのアシスタント
表記のない人物はいずれもCBCアナウンサー。
- 小堀勝啓（フリーアナウンサー、2015年6月まではCBCアナウンサー）ｰｰナレーション
- 若狭敬一
- 夏目みな美
- 南部志穂
- 吉岡直子
- 榊原悠介
- 斉藤初音

長野県内ロケのアシスタント
表記のない人物はいずれもSBCアナウンサー。
- 宮入千洋（2012年4月 - 2016年9月)
- 山崎昭夫
- 飯塚敏文
- 生田明子

## ネット局
- 信越放送（2015年10月5日より放送開始。CBCと同時ネットで放送。ロケ先が長野県の場合は制作協力）